# 마도나시

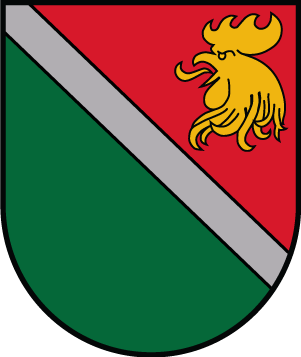
시 문장

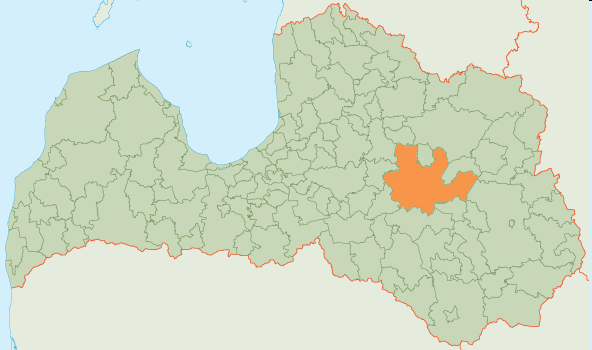
마도나 시의 위치

마도나시(라트비아어: Madonas novads)는 라트비아의 지방 자치체로 행정 중심지는 마도나이며 면적은 2,153.4km2, 인구는 26,953명(2013년 기준), 인구 밀도는 13명/km2이다. 1개 도시, 14개 교구를 관할한다.

## 같이 보기
- 라트비아의 행정 구역